# آتنا: الهه جنگ
آتنا: الهه جنگ (به کره‌ای: 아테나: 전쟁의 여신) یک مجموعه تلویزیونی محصول کره جنوبی سال ۲۰۱۰ و اسپین‌آف مجموعه تلویزیونی آیریس (۲۰۰۹) است. بودجهٔ این مجموعه مانند مجموعه قبلی ۲۰ میلیارد وون (۱۷ میلیارد دلار) بود و این دو پرهزینه‌ترین درام‌های کره‌ای هستند که تاکنون تولید شده‌اند. جونگ وو سونگ، چا سونگ وون، سو ئه و لی جی آه در این مجموعه بازی کردند.